# Blimond
Blimond ou Blidemundus (? - 650 ou 673), abbé de Leuconay et mort à Leuconay (ancien nom de Saint-Valery-sur-Somme) est un religieux franc, restaurateur de l'abbaye de Saint-Valery-sur-Somme. 
Il est reconnu saint par l'Église catholique.

## Biographie
Blimond fut initié à la foi catholique par Valery de Leuconay, abbé-fondateur de l'abbaye de Saint-Valery-sur-Somme qui l'aurait guéri alors qu'il était arrivé estropié à l'abbaye. Il succéda à Valery à la tête du monastère en 622.
Le monastère ayant été détruit lord d'une invasion, Blimond se réfugia à l'Abbaye de Bobbio, en Italie du nord où il assista à la mort de l'abbé Attale, en 627. Il revint par la suite à Leuconnay et releva l'abbaye de ses ruines. Il y mourut le 3 janvier 673.

## Postérité
A une dizaine de kilomètres de Saint-Valery-sur-Somme, un village porte le nom de Saint-Blimont. L'église de ce village est placée sous le vocable de Saint-Blimont, elle a été reconstruite au XIXe siècle et conserve une statue de saint Blimond, en bois polychrome du XVe siècle. Cette statue a été transportée de Saint-Valery à Saint-Blimont ainsi que les reliques du saint à la Révolution française. Des vitraux de l'église de Saint-Blimont représentent plusieurs épisodes de la vie du saint.